# Philip Warren Anderson
Philip Warren Anderson (13 tháng 12 năm 1923 - 29 tháng 3 năm 2020) là nhà vật lý người Mỹ. Ông được trao Giải Nobel Vật lý vào năm 1977 nhờ những nghiên cứu lý thuyết về cấu trúc điện tử của các hệ từ hỗn loạn. Cùng được trao giải thưởng này gồm là Neville Francis Mott và John Hasbrouck van Vleck.

### Các bài báo tiêu biểu
- Anderson, P.W. (1958). "Absence of Diffusion in Certain Random Lattices". Phys. Rev. Quyển 109 số 5. American Physical Society. tr. 1492–1505. Bibcode:1958PhRv..109.1492A. doi:10.1103/PhysRev.109.1492.
- P.W. Anderson (1963). "Plasmons, Gauge Invariance, and Mass". Physical Review. Quyển 130. tr. 439. Bibcode:1963PhRv..130..439A. doi:10.1103/PhysRev.130.439.
- Anderson, P.W.; Halperin, B.I.; Varma, C.M. (1972). "Anomalous low-temperature thermal properties of glasses and spin glasses". Philosophical Magazine. Quyển 25 số 1. tr. 1–9. Bibcode:1972PMag...25....1A. doi:10.1080/14786437208229210.
- Anderson, P.W. (1972). "More is Different" (PDF). Science. Quyển 177 số 4047. tr. 393–396. Bibcode:1972Sci...177..393A. doi:10.1126/science.177.4047.393. PMID 17796623.
- Anderson, P.W. (1987). "The resonating valence bond state in La2CuO4 and superconductivity". Science. Quyển 235 số 4793. tr. 1196–1198. Bibcode:1987Sci...235.1196A. doi:10.1126/science.235.4793.1196. JSTOR 1698247. PMID 17818979.
- Notes on Theory of Magnetism, Tokyo, 1954
- Concepts in Solids, 1963 ISBN 981-02-3231-4
- Basic Notions in Condensed Matter Physics, 1984 ISBN 0-201-32830-5
- A Career in Theoretical Physics, 1994 ISBN 981-238-866-4
- The Theory of Superconductivity in the High Temperature Cuprates, 1997 ISBN 0-691-04365-5
- More and Different: Notes from a Thoughtful Curmudgeon, 2011 ISBN 978-981-435012-9
- Philip W. Anderson, David Pines, Kenneth Arrow (Editor) The Economy As An Evolving Complex System Lưu trữ ngày 2 tháng 1 năm 2017 tại Wayback Machine, proceedings of the evolutionary paths of the global economy workshop, held Sept., 1987 in Santa Fe, New Mexico (Santa Fe Institute Series, Perseus Publishing, 1988) ISBN 978-0-201-15685-0
- Roger Penrose; Philip W Anderson. "The Large, the Small and the Human Mind", Nature 386, no. 6624, (1997): 456
- "Thinking big" Nature. 437, no. 7059, (2005): 625
- "Brainwashed by Feynman?" Physics Today. 53, no. 2, (2000): 11
- "Computing: Solving problems in finite time" Nature 400:6740, (1999): 115
- "When the Electron Falls Apart - In condensed matter physics, some particles behave like fragments of an electron" Physics Today 50:10, (1997): 42
- "Physics: The opening to complexity Lưu trữ ngày 24 tháng 11 năm 2004 tại Wayback Machine" Proceedings of the National Academy of Sciences of the United States of America 92:15, (1995): 6653
- "Twenty years of talking past each other: The theory of high Tc" Physica C, Superconductivity 460, (2007): 3